# Мегре и делото Нахур
Мегре и делото „Нахур“ (на френски: Maigret et l'Affaire Nahour) е полицейски роман на белгийския писател Жорж Сименон, част от поредицата за комисар Мегре. Романът е издаден през 1967 г. от издателство „Presses de la Cité“ в Париж. На български език романът е издаден през 1991 г. от издателска къща „Андина“ – Варна в превод на Александър Ганов.

## Сюжет
Внимание:  Текстът по-долу разкрива сюжета на произведението (или части от него)!
Комисар Мегре разследва убийството на ливанеца Феликс Нахур – професионален играч в казаната...